# فهرست سوء استفاده‌های جنسی گروه‌ها
در زیر، فهرستی از مقالات در مورد سوءاستفاده‌های جنسی قابل توجه که توسط گروه‌های مورد حمایت کشورها انجام‌شده، آورده شده‌است.

## اقیانوسیه
- تجاوزهای جنسی باند اشفیلد
- سوءاستفاده‌های جنسی کاتولیک‌ها در استرالیا
- تجاوز جنسی مونت رنی
- دادگاه رسیدگی به تعرض جنسی در جزایر پیت‌کرن در سال ۲۰۰۴
- رسوایی جنسی اسقف‌نشین‌های کانبرا و گلبورن
- تجاوزهای جنسی باند سیدنی

## آفریقا
- خشونت جنسی در جمهوری دموکراتیک خلق کنگو

## اروپا
- رسوایی سوءاستفاده جنسی کودکان در کاساپیا
- کشتارهای فوچا
- روسپی‌خانه‌های اردوگاه آلمان در جنگ جهانی دوم
- روسپی‌خانه‌های نظامی آلمان در جنگ جهانی دوم
- ماروکینیت
- حملات جنسی شب سال نو در آلمان
- اردوگاه اومارسکا
- تجاوز جنسی در خلال جنگ بوسنی
- تجاوز جنسی در خلال آزادسازی فرانسه
- تجاوز جنسی در خلال آزادسازی لهستان
- تجاوز به زنان طی اشغال آلمان
- اردوگاه سوسیکا
- اردوگاه ترنوپولیه
- اردوگاه اوزامنیکا
- ویلینا ولاس

### انگلیس
- خانه کودکان آمبیردیل
- باند متجاوزان به کودکان آیلسبوری
- باند متجاوزان به کودکان بنبوری
- خانه کودکان بیچوود
- شبکه کودک‌آزاران برکمستد
- فرقه تعمیددهندگان بیرمنگام
- باند متجاوزان به کودکان بریستول
- مدرسه کلدیکات
- باند متجاوزان به کودکان داربی
- باند متجاوزان به کودکان هالیفکس
- باند متجاوزان به کودکان هادرزفیلد
- تجاوز به کودکان جرزی در سال ۲۰۰۸
- باند متجاوزان به کودکان کیلی
- مدرسه کسگریو هال
- فرقه جنسی کیدولی
- خانه پسرانه کینکورا
- باند متجاوزان به کودکان منچستر
- بازداشتگاه میدامزلی
- باند متجاوزان نیوکسل
- رسوایی تجاوز به کودکان در ولز شمالی
- بررسی تجاوزهای جنسی سازمانی در تاریخ ایرلند شمالی
- باند متجاوزان جنسی نوریچ
- عملیات دابلت
- عملیات وویسر
- باند متجاوزان به کودکان آکسفورد
- تجاوز جنسی در پیتربورو
- تجاوز جنسی به کودکان پلایموث در سال ۲۰۰۹
- باند متجاوزان به کودکان روچدیل
- رسوایی تجاوز جنسی به کودکان در راترهام
- رسوایی تجاوز جنسی به کودکان توسط کنگره‌گرایان انگلیس
- باند متجاوزان به کودکان تلفورد
- تجاوزهای جنسی در بی‌بی‌سی
- رسوایی تجاوز جنسی در فوتبال انگلیس

### ایرلند
- تجاوز جنسی در اسقف‌نشین لیمریک
- تجاوز جنسی در اسقف‌نشین رفو
- رسوایی تجاوز تجنسی اسقف‌نشین کاتولیک دوبلین
- رسوایی تجاوز جنسی در اسقف‌نشین‌های گالوی، کیلمکداو و کیلفنورا

### سوئد
- تجاوز جنسی سال ۲۰۱۷ اوپسالا
- تعرض‌های جنسی در جشنواره وی آر اسثلم

### فنلاند
- رسوایی تجاوز جنسی به کودکان اولو

## آسیای شرقی
- لای دای هان
- تجاوز گروهی میرینگ
- کشتار می لای
- کشتار نانجینگ

### ژاپن
- حادثه تجاوز جنسی سال ۱۹۹۵ اوکیناوا
- تجاوز جنسی در خلال اشغال ژاپن

### کره جنوبی
- اتاق ان‌تی‌ایچ

## آمریکای مرکزی
- رسوایی تجاوز جنسی در هائیتی

## غرب آسیا
- شکنجه و آزار زندانیان ابوغریب
- کشتار محمودیه
- تجاوز جنسی و به بردگی گرفتن زنان و دختران سنجار
- تجاوز جنسی لشکر مغول در ایران
- تجاوز جنسی لشکر اعراب در ایران
- تجاوز جنسی در قطیف
- خشونت جنسی میان شورشیان عراقی

## آمریکای شمالی

### کانادا
- تجاوزهای جنسی کلیسای کاتولیک در کانادا
- مدارس شبانه‌روزی بومیان کانادا
- رسوایی جنسی در اسقف‌نشین سنت جونز

### ایالات متحده آمریکا
- رسوایی تعرض جنسی در آکادمی نیروی هوایی ایالات متحده آمریکا به سال ۲۰۰۳
- تجاوزهای جنسی گروهی در کلیولند تگزاس به سال ۲۰۱۰
- رسوایی آبردین
- سوءاستفاده‌های جنسی بوی اسکوتز آو آمریکا
- مارتیزویل سون
- نکسیام
- عملیات شب‌های توفانی
- حمله‌های مراسم روز پورتوریکویی‌ها
- شورش ماردی گرا در سیاتل
- سوءاستفاده‌های جنسی در محله حریدی‌های بروکلین
- رسوایی جنسی در اسقف‌نشین بریجپورت
- رسوایی جنسی در اسقف‌نشین برلینگتن
- رسوایی جنسی در اسقف‌نشین هارتفورد
- رسوایی جنسی در اسقف‌نشین میامی
- رسوایی جنسی در اسقف‌نشین پراویدنس
- رسوایی جنسی در اسقف‌نشین کاتولیک بوستون
- رسوایی جنسی در اسقف‌نشین کاتولیک لس آنجلس
- رسوایی جنسی در اسقف‌نشین کاتولیک اورنج
- رسوایی جنسی در اسقف‌نشین کاتولیک فیلادلفیا
- رسوایی جنسی در اسقف‌نشین ویلمینگتون
- تجاوز جنسی در دبیرستان استوبنویل
- رسوایی تیلهوک
- رسوایی جنسی در واحد آموزش‌های پایه‌ای نیروی هوایی ایالات متحده آمریکا
- رسوایی جنسی در در ژیمناستیک ایالات متحده آمریکا

## آسیای جنوبی
- رسوایی تجاوز جنسی به کودکان کاسور
- تجاوز جنسی در خلال آزادسازی بنگلادش
- تجاوز جنسی در خلال منازعه کشمیر
- باند متجاوزان جنسی شکتی میلز

### هند
- حادثه کونان پوشپورا به سال ۱۹۹۱
- تجاوز جنسی گروهی بانواری دوی به سال ۱۹۹۲
- تجاوز گروهی ۲۰۱۲ دهلی
- تعرض جنسی گواتی در سال ۲۰۱۲
- تجاوز گروهی کاندهامال در سال ۲۰۱۵
- تعرض‌های جنسی در کالج گارگی به سال ۲۰۲۰

## میان‌کشوری
- تجاوز جنسی به کودکان توسط صلح‌بانان سازمان ملل متحد
- زنان آسایشگر
- کارگروه تحقیق در مورد تجاوز جنسی به کودکان
- باند قاچاق جنسی جفری اپستین
- رسوایی جنسی در کنگره برادران مسیحی
- رسوایی جنسی در دوره سالسیان‌ها